# 阿德里安·史密斯 (篮球运动员)
阿德里安·史密斯（英語：Adrian Smith，1936年10月5日—），美国NBA联盟职业篮球运动员。他曾代表国家参加1959年泛美运动会和1960年夏季奥运会，两次比赛均获得冠军。